# The Rolling Stones, Now!
 For alternative betydninger, se Now. (Se også artikler, som begynder med Now)
The Rolling Stones, Now! er det tredje amerikanske album fra The Rolling Stones, og blev udgivet af deres amerikanske pladeselskab London Records i 1965.
Albummet indeholdt syv numre fra deres andet engelske album The Rolling Stones No. 2, og nogle af sangene på The Rolling Stones, Now! blev først udgivet i England på deres næste album Out of Our Heads, som udkom senere i 1965.
"Little Red Rooster" var et nyligt engelsk nummer 1 hit, og singlen "Surprise, Surprise" kom ikke på noget engelsk The Rolling Stones album før i 1989. 
Fire af sangene på The Rolling Stones, Now! var skrevet af sangskriverne Mick Jagger og  Keith Richard (der ikke brugte s i sit navn før 1979).
The Rolling Stones, Now! bliver generelt betragtet som et stærkt album, og som højdepunktet i deres karriere. The Rolling Stones, Now! fik en femte plads i USA, og solgte guld til The Rolling Stones. 

## Spor
1. "Everybody Needs Somebody To Love" (Solomon Burke/Bert Russell/Jerry Wexler) – 2:58 
  - Dette er en kortere version end den på, en fem munitter lang udgave findes på The Rolling Stones No. 2.
2. "Down Home Girl" (Jerry Leiber/Arthur Butler) – 4:12
3. "You Can't Catch Me" (Chuck Berry) – 3:39
4. "Heart of Stone" (Mick Jagger/Keith Richards) – 2:49
5. "What A Shame" (Mick Jagger/Keith Richards) – 3:05
6. "I Need You Baby (Mona)" (Ellas McDaniel) – 3:35 
  -  Først udgivet på bandets debutalbum  The Rolling Stones, men ikke udgivet på den amerikanske version England's Newest Hit Makers) til fordel  for "Not Fade Away
7. "Down The Road Apiece" (Don Raye) – 2:55
8. "Off the Hook" (Mick Jagger/Keith Richards) – 2:34
9. "Pain In My Heart" (Naomi Neville) – 2:12
10. "Oh Baby (We Got A Good Thing Goin')" (Barbara Lynn Ozen) – 2:08
11. "Little Red Rooster" (Willie Dixon) – 3:05
12. "Surprise, Surprise" (Mick Jagger/Keith Richards) – 2:31

## Musikere
- Mick Jagger – Sang, Kor, Harmonica, Percussion, Tambourine
- Keith Richards – Elektrisk Guitar, Akustisk Guitar
- Brian Jones – Elektrisk Guitar, Slide Guitar, Piano, Kor, Guitar, Mundharmonika, Tamborin
- Charlie Watts – Trommer, Perkussion
- Bill Wyman – Bass, Kor
- Jack Nitzsche – Klaver
- Ian Stewart – Klaver